# Čermákovice

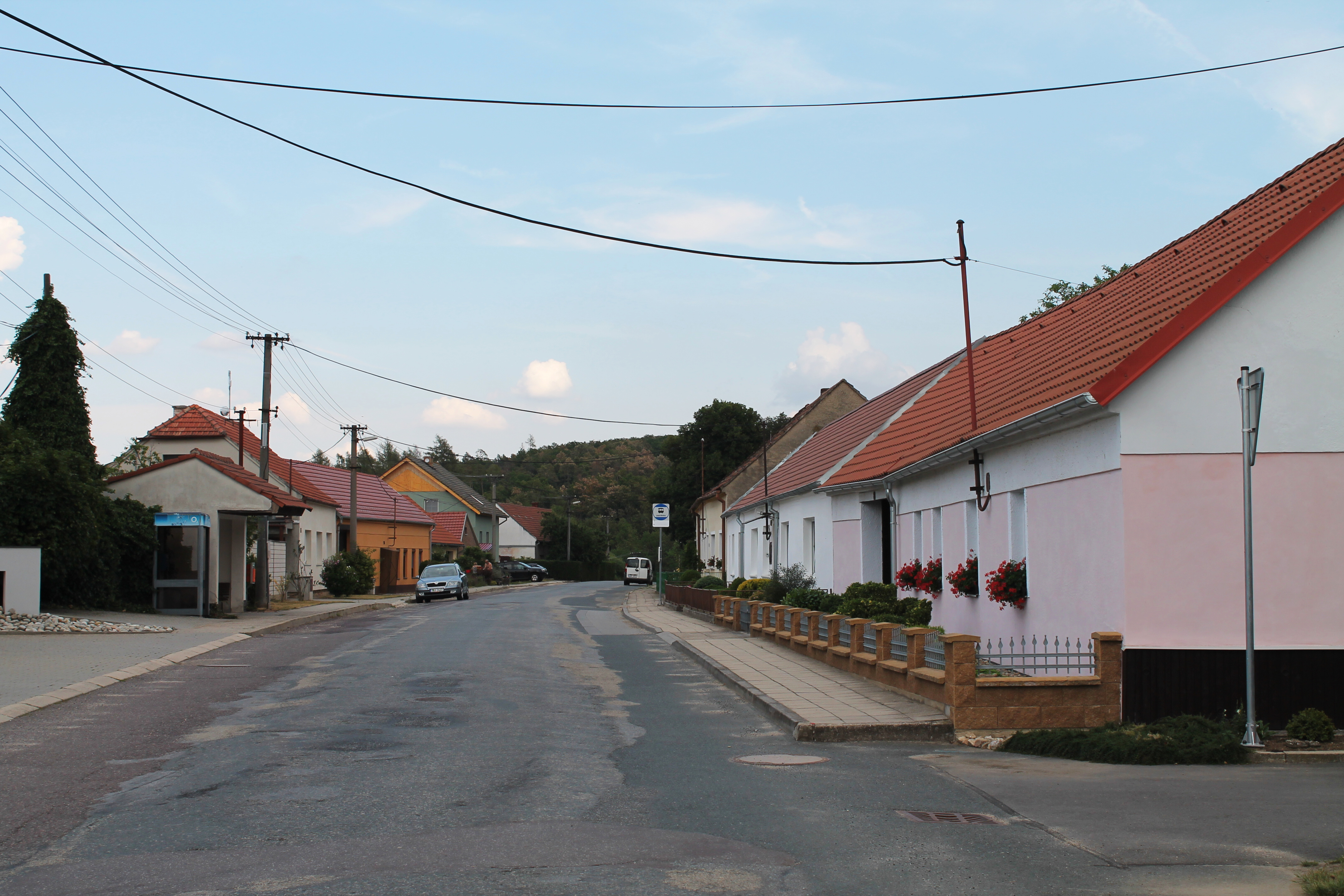
Hauptstraße

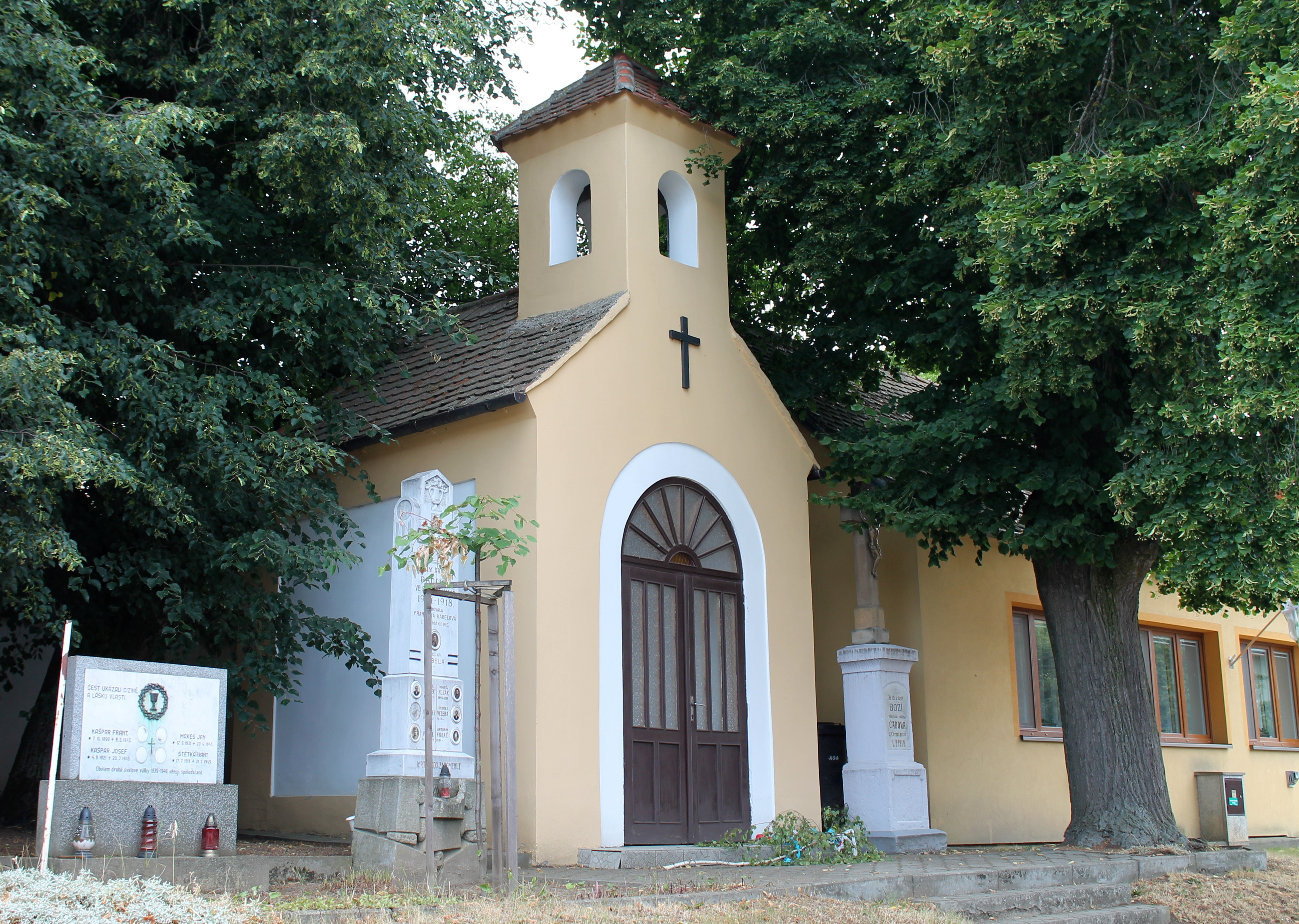
Kapelle

Čermákovice (deutsch Czermakowitz, auch Tschermakowitz) ist eine Gemeinde in Tschechien. Sie liegt neun Kilometer westlich von Moravský Krumlov und gehört zum Okres Znojmo.

## Geographie
Čermákovice befindet sich linksseitig über dem Tal des Baches Čermákovický potok in der Jevišovická pahorkatina (Jaispitzer Hügelland); nördlich des Dorfes fließt die Rokytná. Im Süden erhebt sich die Tanárka (391 m.n.m.). Gegen Südosten erstreckt sich der Koválov (Kowalow-Wald).
Nachbarorte sind Alinkov, Rešice und Horní Dubňany im Norden, Tulešice im Nordosten, Oulehlův Mlýn, Kuchyňkův Mlýn und Vémyslice im Osten, Petrovice und Kadov im Südosten, Džbánice, Karolín, Trstěnice, Pustý Zámek und Višňové im Süden, Medlice und Přeskače im Südwesten, Horní Kounice und Tavíkovice im Westen sowie Valův Mlýn, Šemíkovice und Zámek im Nordwesten.

## Geschichte
Archäologische Funde belegen die Besiedlung des Gemeindegebietes in der Jungsteinzeit.
Die erste schriftliche Erwähnung von Čermákovice erfolgte im Jahre 1270, als der Besitzer Ditho einen Teil des Dorfes der Äbtissin der Abtei Oslawan verkaufte. In der Mitte des 14. Jahrhunderts war Bransud de Czermancovicz Besitzer des Gutes. Er trat 1350 seiner Frau Klara den Hof mit Feldern ab, seine übrigen Ansprüche auf das Dorf überließ er 1380 dem Boček von Hrádek. Danach wechselten die Besitzer in rascher Folge. Nach 1415 erwarben die aus Baiern stammenden Brüder Bohunek und Baskon von Holowes die Feste, den Hof und das Dorf Czermakowic. Victorin von Holowes schenkte Čermákovice 1446 dem Niklas von Říčan. Bohuš Talafús von Říčan überließ das Gut 1488 dem Mathias von Myslow. Ab 1506 gehörten ein Insasse sowie drei wüste Huben und die Kirche zum Gut Ober-Kaunitz. Mathias von Myslow nahm 1517 den Ulrich Březnický von Náchod in Gütergemeinschaft auf. Heinrich Březnický von Náchod konnte das Gut zwischen 1530 und 1540 durch Zukäufe u. a. um einen zweiten Hof vergrößern. Wenig später tauschte er das Gut Čermákovice mit den zugehörigen beiden Höfen bei den Brüdern Johann und Peter Rechenberg von Želetic gegen das Gut Želetice ein. Die Brüder Rechenberg vereinigten Čermákovice mit ihrem Gut Tulleschitz, wobei Čermákovice der Amtssitz war. Für den unmündigen Sohn des Peter Rechenberg von Želetic ließ das Landrecht im Jahre 1573 Heinrich Březnický von Náchod auf die Feste und den Hof Tulleschitz sowie das Dorf Czermakowic intabulieren. Nach dem Dreißigjährigen Kriege wurde das Dorf nach Ober-Kaunitz eingepfarrt. Leopold Ferdinand Graf von Náchod und Lichtenburg verkaufte das Gut Czermakowic 1668 für 4053 Gulden an Johann Kořenský von Terešov. Der mährische Landesadvokat Matthäus Isidor Zablatzky, der von Leopold Ferdinand von Náchod das Gut Tulleschitz erworben hatte, kaufte wenig später auch Czermakowic hinzu. Zablatzky vererbte 1695 beide Güter gemeinschaftlich seinen drei Söhnen. 1704 hinterließ Peter Paul Gabriel Zablatzky seinen beiden Brüdern; nach dem Tode von Johann Wilhelm Franz Zablatzky wurde 1710 der überlebende Bruder Anton Raphael alleiniger Besitzer. Anton Raphael Zablatzky verlegte 1711 den Amtssitz von Čermákovice nach Tulleschitz, wo er ein Schloss errichten ließ. Mit Anton Raphaels Sohn Johann erlosch das Geschlecht der Zablatzky von Tulleschitz 1785 im Mannesstamme. Zum Erben hatte er den Sohn seiner Schwester Josepha, Ernst Freiherr von Forgatsch, bestimmt; ihm folgte 1789 sein Bruder Johann Baptist. Nach dem Tode des Friedrich von Forgatsch fielen beide Güter 1828 dessen Vater Ignaz von Forgatsch zu, der sie 1831 testamentarisch seinen minderjährigen Enkeln Wilhelm und Adelheid überschrieb. In den Jahren 1831 und 1832 starben 27 Einwohner an der Brechruhr.
Im Jahre 1835 umfasste das im Znaimer Kreis gelegene Allodialgut Czermakowitz eine Nutzfläche von 814 Joch 1085 Quadratklafter; die herrschaftlichen Wälder bildeten ein Forstrevier. Das Dorf Czermakowitz bzw. Čermakowice bestand aus 35 Häusern mit 209 mährischsprachigen Einwohnern. Haupterwerbsquelle bildete die Landwirtschaft. Im Ort gab es einen obrigkeitlichen Meierhof, der aus der alten Ritterfeste hergestellt wurde. Pfarr- und Schulort war Ober-Kaunitz, der Amtssitz Tulleschitz. Bis zur Mitte des 19. Jahrhunderts war Czermakowitz ein landtäfliges Gut.
Nach der Aufhebung der Patrimonialherrschaften bildete Čermákovice / Czermakowitz ab 1849 einen Ortsteil der Gemeinde Tulešice im Gerichtsbezirk Kromau. Ab 1869 gehörte das Dorf zum Bezirk Mährisch Kromau. Zu dieser Zeit hatte Čermákovice 230 Einwohner und bestand aus 37 Häusern. Im Jahre 1900 lebten in Čermákovice 278 Personen; 1910 waren es 259. Nach dem Ersten Weltkrieg zerfiel der Vielvölkerstaat Österreich-Ungarn, die Gemeinde wurde 1918 Teil der neu gebildeten Tschechoslowakischen Republik. Im Jahre 1920 löste sich Čermákovice von Tulešice los und bildete eine eigene Gemeinde. Beim Zensus von 1921 lebten in den 55 Häusern der Gemeinde 257 Personen, davon 255 Tschechen. Im Jahre 1930 bestand Čermákovice aus 62 Häusern und hatte 262 Einwohner. Nach der deutschen Besetzung wurde die Gemeinde 1939 in den Gerichtsbezirk Hrottowitz und den Kreis Mährisch Budwitz umgegliedert; bis 1945 gehörte Čermákovice / Tschermakowitz zum Protektorat Böhmen und Mähren. Nach dem Kriegsende erfolgte die Wiederherstellung der alten Bezirksstrukturen. Im Jahre 1950 hatte Čermákovice 248 Einwohner. Im Zuge der Gebietsreform und der Aufhebung des Okres Moravský Krumlov wurde die Gemeinde am 1. Juli 1960 dem Okres Znojmo zugewiesen. Im September 1976 wurde Horní Kounice nach Čermákovice zwangseingemeindet. Im Jahre 1990 löste sich Horní Kounice wieder los und bildete eine eigene Gemeinde. Beim Zensus von 2001 lebten in den 70 Häusern von Čermákovice nur noch 91 Personen. Im Ort gibt es heute nur noch einen privaten Landwirt, den größten Teil der Felder bewirtschaftet die I. Zemědělská, s.r.o. Horní Kounice.

## Gemeindegliederung
Für die Gemeinde Čermákovice sind keine Ortsteile ausgewiesen. Zu Čermákovice gehört die Siedlung Alinkov (Allingau).

## Sehenswürdigkeiten
- Kapelle am Dorfplatz
- Gedenkstein für die Gefallenen des Ersten Weltkrieges, neben der Kapelle
- Gedenkstein für die Opfer des Zweiten Weltkrieges, neben der Kapelle
- Steinernes Kreuz, neben der Kapelle
- Teich Hanselburg im Koválov-Wald